# Ириней (Месархакис)
Митрополи́т Ирине́й (греч. Μητροπολίτης Εἰρηναῖος, в миру Николаос Месархакис, греч. Νικόλαος Μεσαρχάκης; род. 10 января 1944, Спилья) — епископ Константинопольской православной церкви, митрополит Ламбийско-Сивритосский и Сфакийский (с 1990) полуавтономной Критской православной церкви.

## Биография
Родился в 1944 году в посёлке Спилья на Крите, в Греции.
В 1963 году окончил богословскую школу на Крите.
В 1964 году принял монашеский постриг в монастыре Гонья и том же году был рукоположен в иеродиакона, а в 1970 году — в сан иеромонаха.
В 1965 году окончил богословский институт Афинского университета.
С 1970 по 1980 год занимался должность протосинкелла Кисамосской и Селинской епархии.
В 1987 году возведён в достоинство архимандрита и назначен игуменом монастыря Гонья.
14 февраля 1990 года решением Священного синода был избран митрополитом Ламбийским и Сфакийским. 22 февраля того же года состоялась его епископская хиротония, а 29 апреля — интронизация.
4 декабря 2000 года титул был изменён на «Ламбийско-Сивритосский и Сфакийский».